# Tavs-Plan
Der Tavs-Plan war ein aufgedeckter Plan der illegalen NSDAP, in Österreich die Macht zu übernehmen.
Der Landesleiter der österreichischen NSDAP Josef Leopold erfuhr im November 1937 vom deutschen Reichskriegsminister Werner von Blomberg von den Plänen Hitlers, Österreich „anzuschließen“. Daraufhin entwickelte Leopold Pläne für eine nationalsozialistische Machtübernahme in Österreich unter seiner Führung. Ziel war die Legalisierung der NSDAP in Österreich, die Aufnahme von Nationalsozialisten in die österreichische Regierung und eine Volksabstimmung über einen Anschluss Österreichs an das Deutsche Reich. Dazu sollte durch Verlegung deutscher Truppen an die Grenze der Druck auf Kurt Schuschnigg erhöht werden. Gleichzeitig sollte die österreichische SA mobilisiert werden, um in Linz die eventuelle Etablierung einer nationalsozialistischen Gegenregierung unter Leopold zu ermöglichen. Leopold ging davon aus, dabei besonders in den westlichen Bundesländern durch Teile des Bundesheeres und der Exekutive unterstützt zu werden.
Die österreichische Regierung wurde durch einen Bericht des österreichischen Konsuls in München Ludwig Jordan vom 21. Jänner 1938 über diese Pläne informiert. Jordan hatte die Information vom britischen Generalkonsul Clair Gainer erhalten, der seinerseits in einem Gespräch mit dem Sekretär des britischen Faschistenführers Oswald Mosley informiert worden war, dass Leopold im Frühjahr eine bewaffnete Aktion mit Unterstützung aus Deutschland plane.
Wenige Tage später veröffentlichte die Reichspost Auszüge eines am 22. Jänner 1938 in einer Prager Tageszeitung erschienenen Interviews von Leopold Tavs, dem Wiener Gauleiter der illegalen NSDAP und Stellvertreter Leopolds, das im Gegensatz zu einer im Februar 1937 abgegebene Erklärung des Siebenerausschusses stand, die Unabhängigkeit Österreichs und die Maiverfassung zu respektieren. Diese Interview nahm Schuschnigg zum Anlass, der Polizei den Auftrag zu geben, in der Nacht vom 25. auf den 26. Jänner 1938 den Sitz des Siebenerausschusses in der Wiener Teinfaltstraße, und somit die illegale Landesleitung der NSDAP, nach Beweisen für umstürzlerische Tätigkeiten zu durchsuchen. Dabei wurden verräterische Dokumente unter anderem im Schreibtisch von Leopold Tavs entdeckt, weshalb der Plan nach ihm benannt wurde, wenngleich er zum größten Teil auf Überlegungen Leopolds basierte.
Es war die Entfachung innerer Unruhen und Anschläge unter falscher Flagge gegen deutsche Diplomaten vorgesehen. Angedacht war die Ermordung Franz von Papens durch Nationalsozialisten in Uniformen der Vaterländischen Front, um Hitler einen Vorwand für einen Einmarsch in Österreich zu liefern.

## Belege
1. 1 2 3  Robert Kriechbaumer: Die grossen Erzählungen der Politik: politische Kultur und Parteien in Österreich von der Jahrhundertwende bis 1945. Hrsg.: Forschungsinstitut für Politisch-Historische Studien Dr.-Wilfried-Haslauer-Bibliothek (= Schriftenreihe des Forschungsinstituts für politisch-historische Studien der Dr.-Wilfried-Haslauer-Bibliothek, Salzburg. Band 12). Böhlau, Wien / Köln / Weimar 2001, ISBN 978-3-205-99400-8, S. 718–720 (eingeschränkte Vorschau in der Google-Buchsuche).
2. ↑  Hugo Portisch: Österreich I: Die unterschätzte Republik. Kremayr & Scheriau, Wien 1989, ISBN 978-3-218-00485-5, S. 520, 523 ff.
3. ↑  Jänner 1938: Österreich sitzt in der Falle. In: Die Presse. 1. Februar 2008, archiviert vom Original am 12. August 2018.